# Zawalony Schron
Zawalony Schron – jaskinia w Dolinie Małej Łąki w Tatrach Zachodnich. Wejście do niej znajduje się w górnej części Żlebu Pronobisa na wysokości 1790 metrów n.p.m. Jaskinia jest pozioma, a jej długość wynosi 8 metrów.

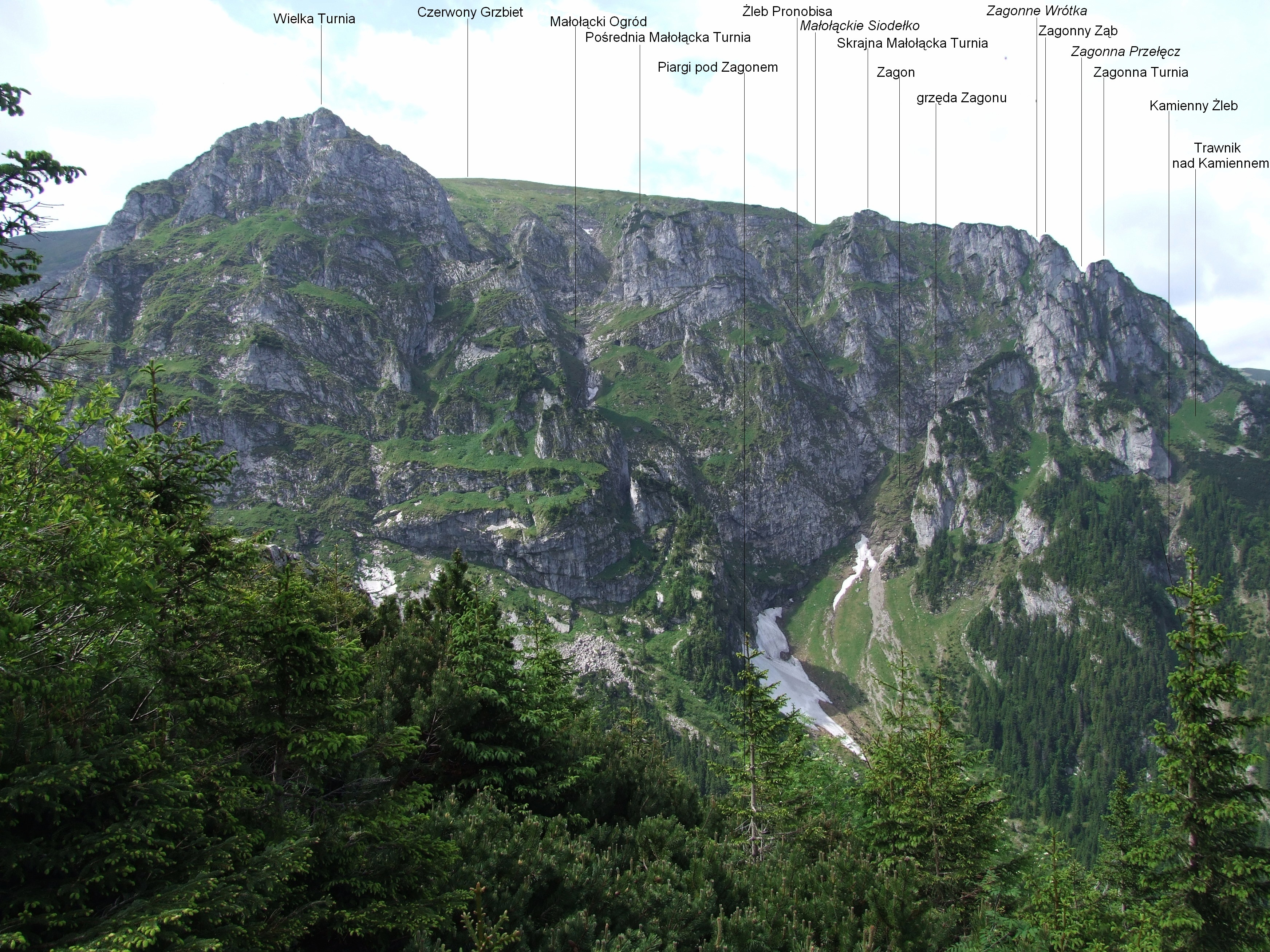
Widok ze zboczy Małego Giewontu

## Opis jaskini
Główną częścią jaskini jest niewielka salka, do której prowadzi, od niewielkiego otworu wejściowego, 2,5-metrowy korytarz. Z salki odchodzi  krótki, 2-metrowy korytarzyk. Wejście do jaskini utrudnia leżącą w otworze wanta, stąd jej nazwa.

## Przyroda
W jaskini nie ma nacieków. Ściany są suche, brak jest na nich roślinności.

## Historia odkryć
Jaskinia została odkryta przez M. Parczewskiego i Z. Tabaczyńskiego w 1999 roku. W tym samym roku sporządzili oni jej plan i opis.